# Tandilia adorea
Tandilia adorea är en fjärilsart som beskrevs av William Schaus 1894. Tandilia adorea ingår i släktet Tandilia och familjen nattflyn. Inga underarter finns listade i Catalogue of Life.